# مينورو كوجا
مينورو كوجا (باليابانية: 古賀穗) هو لاعب كرة الريشة ياباني، ولد في 30 سبتمبر 1996 في فوكوكا في اليابان.

## وصلات خارجية
- مينورو كوجا على موقع BWF.tournamentsoftware.com (الإنجليزية)
- مينورو كوجا على موقع BWFbadminton.com (الإنجليزية)